# Promoto
Flavio Promoto (latino: Flavius Promotus; ... – settembre 392) è stato un generale e politico romano che operò a cavallo del 390; ottenne due vittorie di rilievo contro i barbari che premevano sulle frontiere dell'impero. Si scontrò con il potente Rufino e per questo motivo fu ucciso.

## Biografia

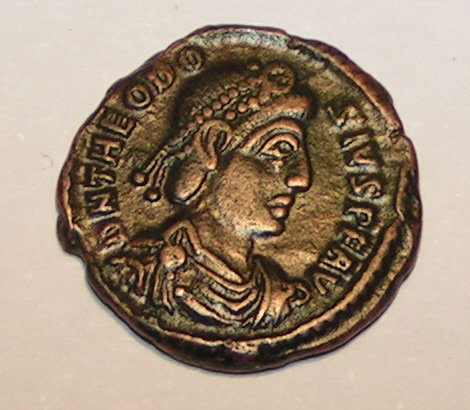
Moneta dell'imperatore Teodosio I (378-395), sotto il quale Promoto servì. Promoto salvò anche la vita di Teodosio in una occasione, ma l'imperatore gli preferì il magister officiorum Flavio Rufino, che organizzò l'imboscata in cui morì Promoto.

Nel 386 era magister peditum ("comandante della fanteria") in Tracia nel 386, quando il comandante ostrogoto Odoteo (o Edoteo) cercò di penetrare con un ingente esercito di Grutungi attraverso la frontiera: in questa occasione Promoto prese l'iniziativa e attaccò gli Grutungi sia con l'esercito che con la flotta fluviale, facendone strage. Accadde infatti che, dopo aver disposto il proprio esercito lungo il Danubio per rallentare l'avanzata nemica, Promoto raccolse alcuni uomini del proprio esercito che parlavano la lingua dei barbari e li inviò presso il campo nemico; qui gli inviati di Promoto finsero di voler tradire e consegnare agli Ostrogoti il comandante romano dietro il pagamento di una grossa somma. Pattuita la cifra e ottenuto un anticipo della somma, concordarono che gli Ostrogoti dovessero operare un attacco fluviale notturno, poi tornarono da Promoto e riferirono la cosa. Promoto dispose l'esercito lungo il fiume, in modo che non vi fosse possibilità di scampo, poi, disposte le navi su tre file, ordinò ai propri vascelli di speronare le zattere degli Ostrogoti mentre cercavano di traghettare l'esercito barbaro attraverso il fiume. Vi fu una grande strage, con cadaveri che galleggiavano sul fiume; gli Ostrogoti che scampavano all'annegamento giungendo sulla riva, trovavano l'esercito romano ad aspettarli. Sconfitto l'esercito ostrogoto, i soldati di Promoto catturarono le donne e i bambini del nemico. Promoto avvisò allora l'imperatore Teodosio I, il quale con doni convinse i pochi sopravvissuti a passare dalla sua parte, per aiutarlo nella guerra contro l'usurpatore Magno Massimo. Questa vittoria fu di un certo rilievo, se Claudio Claudiano la citò nel suo Panegirico all'imperatore Onorio e se viene citata nei Consularia constantinopolitana, anche se, in entrambi i casi, non viene fatto il nome di Promoto.
Nel 388 Teodosio nominò Promoto magister equitum ("comandante della cavalleria"), in occasione della guerra contro Massimo. Nel 389 Promoto esercitò il consolato assieme al magister peditum Timasio.
Nel 391 Teodosio si scontrò con i barbari, riportando una vittoria; i suoi soldati, però, si diedero al saccheggio del campo nemico, invece di inseguire i fuggitivi, i quali si riorganizzarono ripiombando sui Romani disorganizzati e ubriachi, facendone strage e mettendo in pericolo l'imperatore stesso, che fuggì. Teodosio incrociò allora Promoto che sopraggiungeva, richiamato dal suo imperatore, il quale suggerì a Teodosio di mettersi in salvo e di lasciargli il compito di punire i barbari: precipitatosi sul nemico, lo colse di sorpresa durante la notte e ne fece strage.
Promoto e Timasio entrarono in conflitto con Flavio Rufino, il magister officiorum di Teodosio, che era anche il collaboratore preferito dell'imperatore. Durante una discussione in un consiglio, Rufino insultò Promoto, il quale lo schiaffeggiò; Rufino si lamentò presso Teodosio, il quale affermò che se le cose non fossero mutate avrebbe nominato Rufino co-imperatore. Approfittando del favore dell'imperatore, Rufino consigliò a Teodosio di inviare Promoto in Tracia, ad occuparsi dell'addestramento delle truppe. Ad accompagnare Promoto al suo nuovo comando erano alcuni barbari, che segretamente si erano accordati con Rufino: all'improvviso questi assalirono Promoto e lo uccisero. Era il settembre 392.
Secondo lo storico Zosimo, Promoto era «un uomo incurante della ricchezza, che si era comportato in maniera corretta verso lo stato e gli imperatori». Lasciò una vedova, Marsa, e due figli, che furono allevati con quelli di Teodosio. Possedeva una casa a Costantinopoli, sul luogo della quale nel 404 era stato costruito un monastero goto.